# Jacob Matthias Schmutzer

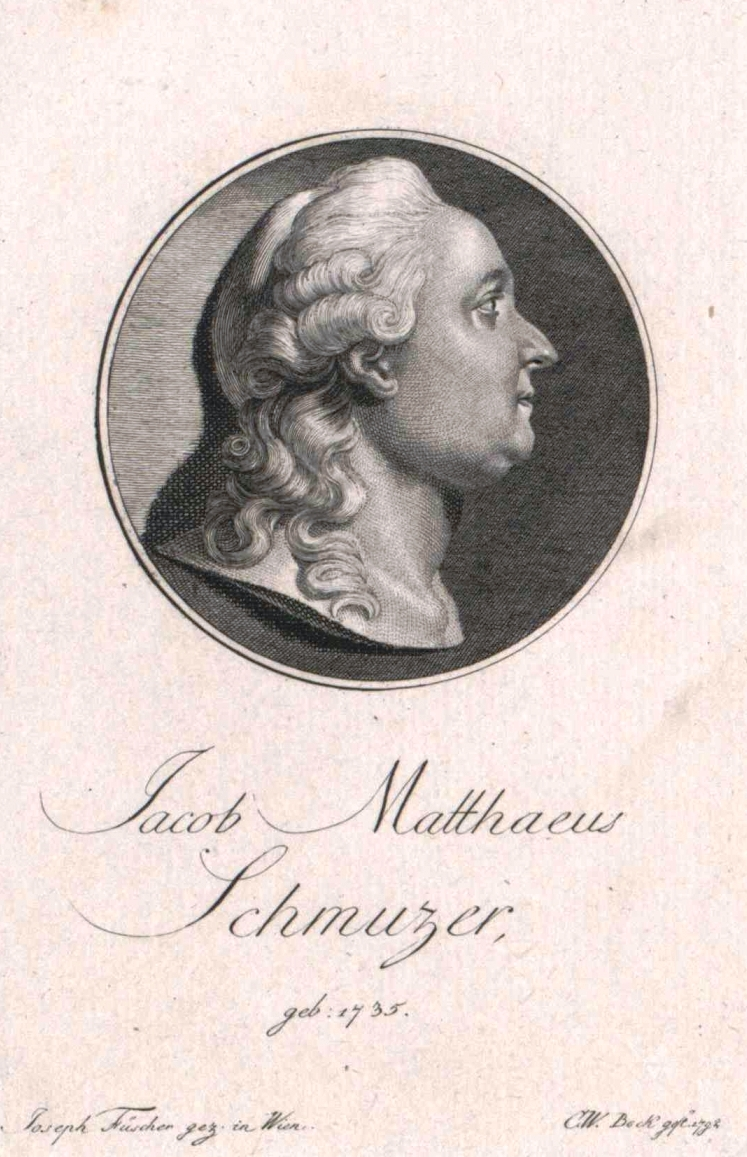
Jacob Matthias Schmutzer

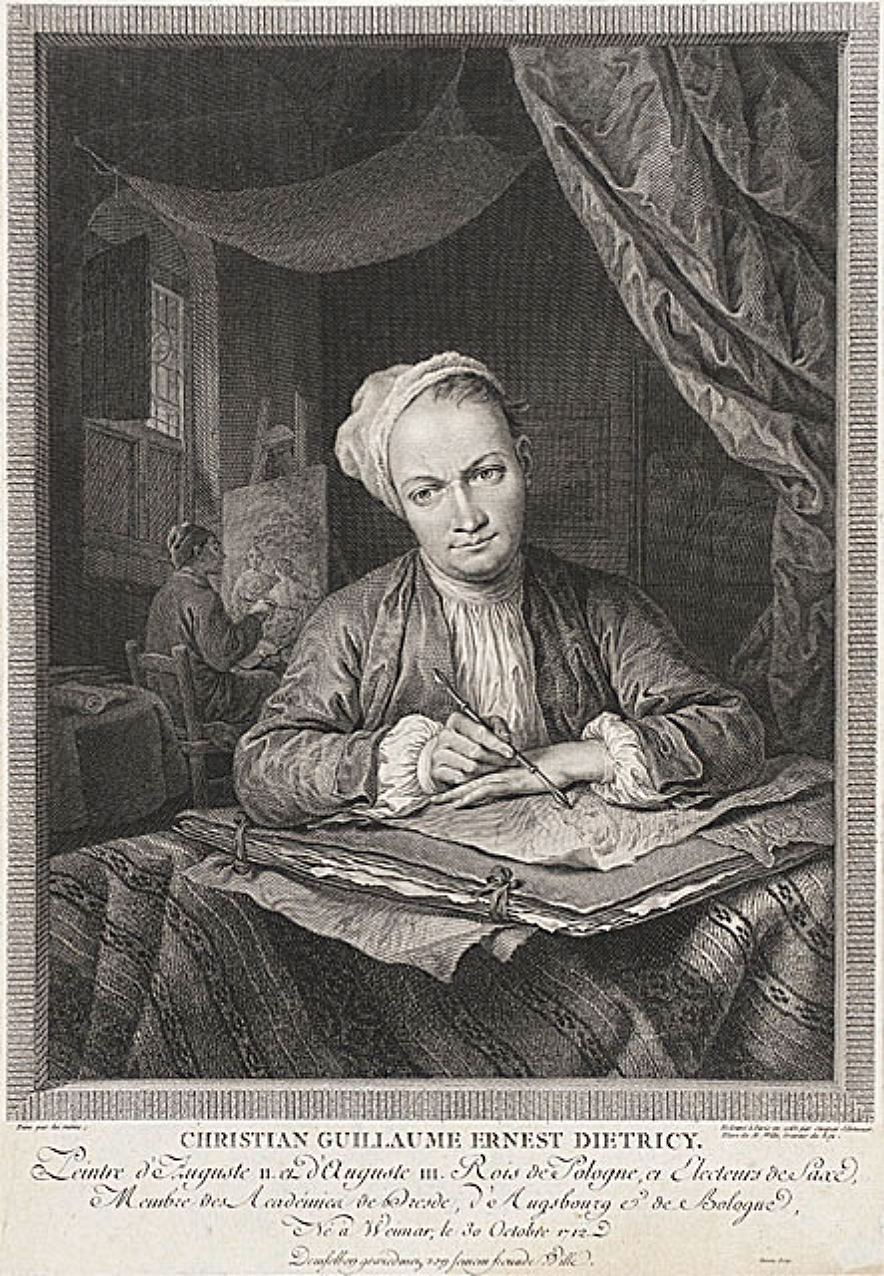
Christian Guillaume Ernest Dietricy Kupferstich

Jacob Matthias Schmutzer  (* 5. April 1733 in Wien; † 2. Dezember 1811 ebenda) war ein österreichischer Kupferstecher und Maler.

## Leben
Schmutzer bildete sich in Wien und in Paris bei Johann Georg Wille zum Kupferstecher aus. 1766 kehrte er nach Wien zurück, wo er von Kaiserin Maria Theresia die Genehmigung erhielt, eine Kupferstecherakademie zu gründen, deren Leiter er wurde. Er bildete dort zahlreiche Schüler aus, darunter waren Carl Conti, Johann Jacobé, Kilian Ponheimer (Vater), Johann Peter Pichler und Kilian Ponheimer (Sohn). Schmutzer begründete den Ruhm der Wiener Reproduktionsgrafik.
Im Jahr 1912 wurde in Wien Rudolfsheim-Fünfhaus (15. Bezirk) die Schmutzergasse nach ihm und drei seiner Vorfahren benannt.

## Werk
Im Jahre 1769 gab Schmutzer eine Adjustierungs-Kupferstichserie heraus, welche die Kavallerie zur Zeit Maria Theresias naturgetreu wiedergibt (Husaren, Dragoner, Kürassiere und Chevauleger). Die Serie wurde in weiterer Folge von Johann Christian Brand in Öl auf Holz gemalt und ist heute im Heeresgeschichtlichen Museum in Wien ausgestellt.